# 卡納什青年足球俱樂部
卡納什青年足球俱樂部（FC Jeunesse Canach）是盧森堡的一家足球俱樂部。主場位於卡納什。球隊參加盧森堡國家足球聯賽的賽事。

## 外部連結
- Official club site （页面存档备份，存于）